# Буяново (Краснинский район)
 Буя́ново— деревня  в  Смоленской области России,  в Краснинском районе. Расположена в западной части области  в 5 км к югу от Красного, у автодороги Красный-Викторово в 13 км к востоку от границы с Белоруссией.
Население — 19 жителей  (2007 год). Входит в состав Краснинского городского поселения. 

## Достопримечательности
- В 0,7 км к юго-востоку от деревни археологический памятник: древнее городище, впервые было заселено в VIII – VII веках до н.э. Среди местного населения существует легенда, что Наполеон в 1812 году закопал в нём свои сокровища, награбленные в Москве.